# Adoxophyes microptycha
Adoxophyes microptycha es una especie de polilla del género Adoxophyes, tribu Archipini, subfamilia Tortricinae.

## Distribución
Se distribuye por Reunión.

## Taxonomía
Fue descrita por Diakonof en 1957 y publicada en Mémoires de l'Institut Scientifique de Madagascar (E)8: 237.